# Bilokrynyzja (Ternopil, Pidhajzi)
Bilokrynyzja (ukrainisch Білокриниця; russisch Белокриница Belokriniza, polnisch Białokrynica) ist ein Dorf in der ukrainischen Oblast Ternopil mit etwa 600 Einwohnern (2004).

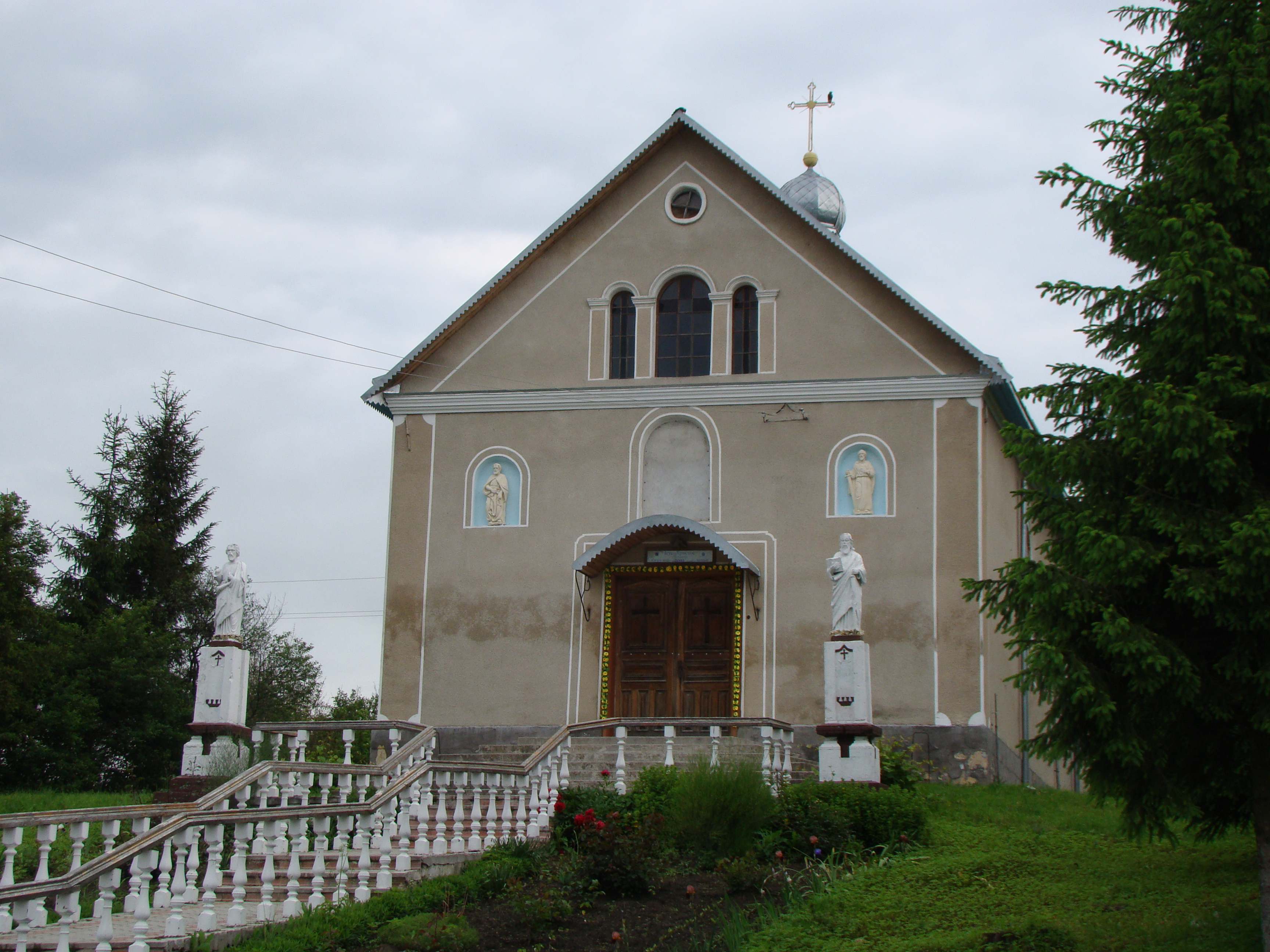
Kirchenbau im Ort

Das Dorf liegt im Osten des Rajon Pidhajzi am Ufer des Koropez, einem 78 km langen, linken Nebenfluss des Dnister, sowie an der Territorialstraße T–09–03 7 km östlich vom ehemaligen Rajonzentrum Pidhajzi und etwa 55 km südwestlich der Oblasthauptstadt Ternopil.
Am 12. Juni 2020 wurde das Dorf ein Teil der Stadtgemeinde Pidhajzi im Rajon Pidhajzi; bis dahin bildete es die Landratsgemeinde Bilokrynyzja (Білокриницька сільська рада/Bilokrynyzka silska rada) im Osten des Rajons Pidhajzi.
Am 17. Juli 2020 wurde der Ort Teil des Rajons Ternopil.

## Geschichte
Das Dorf wurde 1490 zum ersten Mal schriftlich erwähnt und lag zunächst in der Woiwodschaft Ruthenien als Teil der Adelsrepublik Polen. Nach der ersten polnischen Teilung kam es 1772 unter seinem polnischen Namen Białokiernicazum österreichischen Kronland Königreich Galizien und Lodomerien. Hier lag es ab 1867 im politischen Bezirk Podhajce.
Nach dem Zusammenbruch Österreich-Ungarns am Ende des Ersten Weltkriegs im November 1918 war das Dorf zunächst Teil der Westukrainischen Volksrepublik. Im Polnisch-Ukrainischen Krieg besetzten polnische Truppen im Juli 1919 die letzten Teile der Westukrainischen Volksrepublik und am 21. November 1919 sprach der Hohe Rat der Pariser Friedenskonferenz Ostgalizien Polen zu und das Dorf kam hier in die Woiwodschaft Tarnopol, Powiat Podhajce, Gmina Białokiernica. Im Zweiten Weltkrieg wurde das Dorf nach dem sowjetischen Überfall auf Polen im September 1939 von der Sowjetunion und ab Sommer 1941 bis 1944 von Deutschland besetzt. Während der deutschen Okkupation war das Dorf in den Distrikt Galizien eingegliedert.
Nach Kriegsende wurde Bilokrynyzja der Ukrainischen SSR innerhalb der Sowjetunion zugeschlagen. Nach deren Zerfall wurde es 1991 Teil der unabhängigen Ukraine.